# Sepsibodok község
Sepsibodok község (románul: Comuna Bodoc) község Kovászna megyében, Romániában. Központja Sepsibodok, beosztott falvai Oltszem, Zalán.

## Népessége
A 2011-es népszámlálás adatai alapján a község népessége 2553 fő volt.